# Hoplebaea congoana
Hoplebaea congoana är en skalbaggsart som beskrevs av Brenske 1897. Hoplebaea congoana ingår i släktet Hoplebaea och familjen Melolonthidae. Inga underarter finns listade i Catalogue of Life.